# Умершие в январе 2019 года
Это список известных людей, соответствующих установленным критериям значимости (см. Википедия:Критерии значимости персоналий), умерших в январе 2019 года.
Причина смерти указывается лишь в исключительных случаях (убийство, самоубийство, гибель в результате военных действий, смертная казнь, ДТП или несчастные случаи). В остальных случаях — не указывается.

### 31 января
- Ангелопуло, Олег Константинович (83) — советский и российский учёный-буровик[1]
- Березуцкая, Валентина Фёдоровна (86) — советская и российская киноактриса, заслуженная артистка Российской Федерации (1992)[2].
- Брэдли, Гарольд (93) — американский гитарист[3][4].
- Джамин, Авалуддин (91) — индонезийский государственный деятель, министр труда (1966—1968), начальник индонезийской полиции (1978—1982)[5].
- Джойс, Рон (88) — канадский бизнесмен, сооснователь «Тим Хортонс» (1964)[6].
- Игнатова, Антонина Васильевна (92) — звеньевая Цинандальского виноградарского совхоза, Грузинская ССР. Герой Социалистического Труда (1949)[7].
- Ихас, Кальман (77) — венгерский футболист, чемпион летних Олимпийских игр в Токио (1964)[8].
- Корж, Анатолий Владимирович (71) — украинский политический деятель, народный депутат Украины (1990—1994)[9].
- Лариос, Пабло (58) — мексиканский футболист, вратарь, чемпион Мексики (1989/90)[10].
- Нантерн, Пьер (59) — французский бизнесмен, генеральный директор Accenture (2011—2019)[11].
- Овечкин, Сергей Анатольевич (60) — советский российский шашист, тренер по шашкам. Победитель чемпионата СССР по русским шашкам (1985), неоднократный чемпион России[12].
- Поппэ, Анджей (92) — польский историк, профессор, doctor habilitatus[13].
- Рамазанов, Амин Буттаевич — советский и российский дагестанский композитор-песенник[14].
- Сарр, Жорж (83) — французский политический деятель, депутат парламента Франции и Европарламента[15].

### 30 января
- Адамс, Стюарт (95) — британский химик, разработавший совместно с Джоном Николсоном ибупрофен (1962)[16].
- Васюков, Пётр Александрович (88) — советский организатор производства, начальник Управления строительства Московского метрополитена (1971—1976), Герой Социалистического Труда (1980)[17].
- Дианов, Евгений Михайлович (82) — советский и российский физик, академик РАН (1994)[18].
- Кан, Игорь Иванович (81) — советский и российский актёр, выступавший на сцене Московского областного драматического театра имени А. Н. Островского, заслуженный артист России (1999)[19].
- Миккельсен, Петер (58) — датский футбольный арбитр[20].
- Миллер, Дик (90) — американский актёр[21].
- Мориц, Луиза (72) — американская киноактриса[22].
- Плучик, Эдуард Лиокумович (82) — советский кинооператор, заслуженный деятель искусств Украинской ССР (1977)[23].
- Саранцев, Геннадий Иванович (81) — советский и российский учёный в области методики преподавания математики, доктор педагогических наук, профессор, член-корреспондент РАО (1996), заслуженный работник высшей школы РФ[24].
- Степанов, Владимир Владимирович (59) — российский спортсмен и тренер по дзюдо[25].
- Уэлдон, Дункан (77) — британский театральный режиссёр[26].

### 29 января
- Акияма, Симоэ (115) — японская долгожительница[27].
- Алексеев, Леонид Петрович (79) — советский и российский иммуногенетик, член-корреспондент РАМН (2011—2014), член-корреспондент РАН (2014)[28].
- Андрусенко, Геннадий Павлович (81) — советский и российский тренер по академической гребле, заслуженный тренер РСФСР[29].
- Багиров, Тогрул Адиль оглы (64) — российский ведущий эксперт в области энергетической безопасности, доктор политических наук[30].
- Демчишин, Александра (Леся Боровец) (68) — украинская певица, заслуженная артистка Украины[31].
- Десницкий, Юрий Сергеевич (71) — советский и российский театральный актёр, артист Иркутского академического театра драмы имени Н. П. Охлопкова, заслуженный деятель искусств РСФСР[32].
- Жуков, Геннадий Николаевич (69) — российский учёный в области профессиональной педагогики, педагог, профессор, доктор педагогических наук, академик АПО[33].
- Ингрэм, Джеймс (66) — американский блюзовый исполнитель[34].
- Карапетян, Варужан (64) — член Армянской секретной армии освобождения Армении (АСАЛА), совершивший теракт в аэропорту Орли[35].
- Лиелдиджс, Улдис (85) — советский и латвийский актёр театра и кино[36].
- Марморош, Жилберту (74) — бразильский актёр кино и телевидения[37].
- Наби Хабиби, Мухаммад (73) — иранский государственный деятель, мэр Тегерана (1984—1987)[38].
- Пандольфини, Эджисто (92) — итальянский футболист, известный по выступлениям за клубы «Фиорентина» и «Рома» (1948—1956), участник чемпионатов мира (1950, 1954)[39].
- Фернандес, Джордж (88) — индийский государственный деятель, министр обороны Индии (1998—2001 и 2001—2004)[40].
- Фонтэн, Жан-Марк (74) — французский математик, академик Французской академии наук (2002)[41].
- Цзинь Гочжан (91) — китайский фармаколог и психопатолог, академик Китайской академии наук (2001)[42].
- Шубигер, Отто (94) — швейцарский хоккеист, бронзовый призёр зимних Олимпийских игр в Санкт-Морице (1948)[43].

### 28 января
- Акабаль, Умберто (66) — гватемальский писатель, писавший на языке киче[44].
- Громова, Нина Георгиевна (96) — советская спортсменка по конному спорту, неоднократный призёр, рекордсменка и чемпион СССР в целом ряде видов конного спорта, вдова лётчика Михаила Громова[45].
- Давыдов, Андрей Павлович (86) — советский передовик производства, слесарь-инструментальщик Новгородского завода, Герой Социалистического Труда (1971)[46].
- Делоне, Пьер (99) — французский футбольный функционер, генеральный секретарь УЕФА (1955—1960)[47].
- Колхоф, Юрри (59) — нидерландский футболист и тренер[48].
- Лоулор, Джерри (49) — американская актриса, комедиантка, инженер и правозащитница бездомных, один из создателей языка симлиш для серии игр The Sims[49].
- Меделси, Мурад (75) — алжирский государственный деятель, министр иностранных дел Алжира (2007—2013)[50].
- Секеч, Иштван Йожефович (79) — советский и украинский футболист и тренер[51].
- Судоплатов, Юрий Викторович (81) — советский хоккеист, первый капитан ХК «Сибирь» (Новосибирск)[52].
- Тертычный, Александр Алексеевич (74) — советский и российский исследователь журналистики, профессор МГУ[53].
- Хиллер, Сьюзан (78) — американская художница-концептуалистка, писатель[54].
- Церцвадзе, Джемал Давидович (79) — советский гандболист, выступавший за тбилисский «Буревестник» и сборную Советского Союза, двукратный чемпион СССР (1962 и 1964)[55].
- Эйленкриг, Рафаил Исаевич (92) — советский и российский режиссёр-теледокументалист[56].

### 27 января
- Балдычева, Нина Викторовна (71) — советская лыжница, чемпионка зимних Олимпийских игр в Инсбруке (1976), заслуженный мастер спорта СССР (1970)[57].
- Гораль, Мария (74) — польская актриса театра и кино[58].
- Гринцов, Иван Григорьевич (83) — советский и украинский партийный деятель, первый секретарь Сумского обкома Компартии Украины (1975—1988), народный депутат СССР (1989—1991)[59].
- Киридон, Пётр Васильевич (57) — украинский историк, доктор исторических наук (2014), педагог, заслуженный работник образования Украины[60].
- Конаков, Валентин Васильевич (79) — российский государственный деятель, председатель Государственного собрания Республики Мордовия (2010—2012)[61].
- Мир Тахсин Бег (85) — 13-й эмир Шейхана, глава езидов всего мира[62].
- Окар, Эмманюэль (78) — французский поэт[63].

### 26 января
- Аракелов, Геннадий Гургенович (79) — советский и российский учёный в области психофизиологии, доктор психологических наук (1982), заслуженный профессор МГУ (2007)[64].
- Брикар, Патрик (69) — французский актёр[65].
- Гийу, Жан (88) — французский органист и композитор[66].
- Данилин, Александр Борисович (57) — советский конькобежец, четырёхкратный чемпион СССР по конькобежному спорту, участник зимних Олимпийских игр в Сараеве (1984)[67].
- Дерепа, Сергей Павлович (63) — украинский спортивный комментатор[68].
- Джокич, Боско (66) — сербский баскетболист и тренер[69].
- Дзамберлетти, Джузеппе (85) — итальянский государственный деятель, министр по координации гражданской защиты (1981—1982, 1984—1987)[70].
- Йоргенсен, Хенрик (57) — датский марафонец, участник Летних Олимпийских игр в Лос-Анжелесе (1984) и Сеуле (1988)[71].
- Кравченко, Николай Антонович (65) — украинский театральный актёр и режиссёр, художественный руководитель и директор Николаевского художественного русского драматического театра (1997—2017)[72].
- Легран, Мишель (86) — французский композитор, пианист, аранжировщик, дирижёр и певец[73].
- Липп, Вильма (93) — австрийская оперная певица (сопрано)[74].
- Литвинов, Валерий Фёдорович (66 или 67) — советский и казахстанский теннисист и тренер, мастер спорта СССР[75].
- Митич, Никола (80) — югославский и сербский оперный певец (баритон)[76].
- Муламба, Ндай (70) — конголезский (заирский) футболист, нападающий, обладатель Кубка африканских наций (1974)[77].
- Мунзар, Людек (85) — чешский актёр[78].
- Передерий, Владимир Григорьевич (59) — российский промышленник и учёный, профессор, доктор технических наук, ректор ЮРГПУ (НПИ) (с 2009 года)[79].
- Померанцева, Татьяна Дмитриевна (79) — советский и российский художник-мультипликатор[80].

### 25 января
- Гомес, Палома (46) — испанская киноактриса[81].
- Долгошеев, Станислав Иванович (72) — советский и российский театральный актёр, артист Костромского областного драматического театра[82].
- Корбитт, Брюс (56) — американский хэви-метал-вокалист[83].
- Макавеев, Душан (86) — сербский кинорежиссёр и сценарист[84].
- Масагор, Валерий Алексеевич (Валерий Бондарев) (59) — украинский поэт[85].
- Нолл, Флоренс (101) — американский архитектор и дизайнер мебели[86].
- Петухов, Владимир Евгеньевич (71) — советский и российский дипломат, Чрезвычайный и Полномочный Посол России в Кабо-Верде (1997—2000) и в Гвинее-Бисау (2003—2008)[87].
- Риклис, Мешулам (95) — израильско-американский бизнесмен[88].
- Соболевский, Антон Кузьмич (95) — передовик советского сельского хозяйства, комбайнер, Герой Социалистического Труда (1952)[89].
- Собти, Кришна (93) — индийская писательница[90].
- Тизяков, Александр Иванович (92) — советский и российский организатор производства, генеральный директор (1977—1988), генеральный директор — научный руководитель (1988—1991) НПО «Свердловский машиностроительный завод имени М. И. Калинина», член ГКЧП[91].

### 24 января
- Александров, Евгений Александрович (93) — советский военный лётчик, генерал-лейтенант авиации (прощание состоялось в этот день)[92].
- Берханьер, Элио (89) — испанский модельер[93].
- Ефрем (Спанос) (79) — епископ Святой православной церкви Северной Америки, митрополит Бостонский (1997—2015)[94].
- Маркезано, Антонио (88) — уругвайский государственный деятель, президент Палаты депутатов (1985—1986), министр внутренних дел (1986—1989)[95].
- Миронюк, Юрий Тимофеевич (90) — советский конструктор ракетно-космической техники, генеральный директор Научно-производственного объединения автоматики Министерства общего машиностроения СССР, Герой Социалистического Труда (1978)[96].
- Пивень, Игорь Петрович (52) — украинский музейный деятель, директор литературно-мемориального музея Панаса Мирного в Полтаве[97].
- Резвин, Владимир Александрович (88) — советский и российский историк архитектуры и реставратор[98].
- Себастьян Агилар, Фернандо (89) — испанский кардинал, архиепископ Памплоны и Туделы (1993—2007)[99].
- Хаджич, Ольга (72) — сербский математик, академик Сербской академии наук и искусств (1990)[100].
- Хурвиц, Джерард (90) — американский биохимик, сооткрыватель РНК-полимеразы (1960)[101].

### 23 января
- Атхилл, Диана (101) — британская писательница[102].
- Барнетт, Кевин (32) — американский комик, актёр и сценарист[103].
- Бынова, Людмила Фёдоровна (71) — советская и российская театральная актриса, артистка Архангельского театра драмы (с 1969), заслуженная артистка РСФСР (1983)[104].
- Виноградова, Светлана Викторовна (92) — советский и российский музыковед и телеведущая, заслуженный деятель искусств РСФСР (1982)[105].
- Винтенбергер, Пьер (64) — французский математик, лауреат премии Коула (2011) за доказательство гипотезы модульности Серра[106].
- Волков, Георгий Константинович (90) — советский и российский учёный в области ветеринарной гигиены, член-корреспондент ВАСХНИЛ — РАСХН (1988—2014), член-корреспондент РАН (2014)[107].
- Груда, Айшен (74) — турецкая актриса[108].
- Долман, Дик (83) — нидерландский государственный деятель, спикер Палаты представителей (1979—1989)[109].
- Жункейра, Каю (42) — бразильский актёр[110].
- Иванов, Рудольф Николаевич (87) — советский и российский писатель, публицист и историк-кавказовед[111].
- Линь Цинсюань (65) — тайваньский писатель и публицист[112].
- Лопес, Ригоберто (71) — кубинский кинорежиссёр[113].
- Малков, Вадим Дмитриевич (85) — советский и российский учёный-правовед и криминолог, доктор юридических наук, профессор, заслуженный деятель науки Российской Федерации (1999)[114].
- Мекас, Йонас (96) — американский и литовский поэт и кинорежиссёр[115].
- Модебадзе, Тамар (50) — грузинская художница; убита[116].
- Мтукудзи, Оливер (66) — зимбабвийский джазовый музыкант[117].
- Райт, Эрик Олин (71) — американский социолог, представитель аналитического марксизма[118].
- Рубановская, Евгения Ильинична (92) — советская и российская актриса театра и кино, артистка Московского театра кукол имени С. В. Образцова (с 1966), заслуженная артистка РСФСР (1983)[119].
- Светлицкая, Александра Яковлевна (47) — российская и казахстанская футболистка, чемпионка России, мастер спорта международного класса[120].
- Свидзинский, Анатолий Вадимович (89) — советский и украинский физик, культуролог и философ, писатель, профессор, ректор Волынского государственного университета имени Леси Украинки (1993—1995)[121].
- Ситкин, Владимир Александрович (84) — советский, российский и украинский легкоатлет (прыжки в высоту), чемпион СССР, участник летних Олимпийских игр в Мельбурне (1956)[122].
- Хасселмо, Нильс (87) — американский деятель образования, президент Миннесотского университета (1988—1997), и Ассоциации американских университетов (1998—2006)[123] Архивная копия от 25 января 2019 на Wayback Machine.
- Цуркан, Людмила Георгиевна (81) — украинская оперная и камерная певица (сопрано), заслуженный деятель искусств Украины (1997)[124].
- Эрвин, Хауард Сэмюэл (90) — американский ботаник, президент Нью-йоркского ботанического сада [«Howard S. Irwin, 1928—2019». Vertical Files of the LuEsther T. Mertz Library of the New York Botanical Garden. 2019.].

### 22 января
- Андриссен, Коос (90) — нидерландский экономист и государственный деятель, министр экономики (1963—1965, 1989—1994)[125].
- Ванденхове, Шарль (91) — бельгийский архитектор[126].
- Колаковский, Роман (61) — польский певец, композитор, поэт-песенник и литературный переводчик[127].
- Кордяк, Штефан (77) — словацкий хоккеист[128].
- Макридис, Билл (93) — американский игрок в американский футбол, член Зала спортивной славы AHEPA (1978)[129].
- Никонов, Валерий Владимирович (76) — советский и российский кинооператор, заслуженный деятель искусств России (2008)[130].
- Петков, Кирил (85) — болгарский борец греко-римского стиля, серебряный призёр Олимпийских игр в Токио (1964)[131].
- Рутич, Дина (76) — сербская актриса театра и кино, вдова Зорана Радмиловича[132].
- Тонке, Вольфганг (80) — военачальник ГДР, генерал-майор авиации[133].
- Фроули, Джеймс (82) — американский режиссёр и актёр[134].

### 21 января
- Аззола, Марсель (91) — французский аккордеонист[135].
- Баллард, Кей (93) — американская актриса и певица[136].
- Барански, Тибор (96) — венгеро-американский Праведник народов мира[137].
- Бейкер, Рассел (93) — американский писатель-сатирик, ставший дважды лауреатом Пулитцеровской премии[138].
- Бхола, Рагхбир Сингх (91) — индийский спортсмен по хоккею на траве, чемпион летних Олимпийских игр в Мельбурне (1956), серебряный призёр ОИ (1960)[139].
- Генрих Орлеанский (85) — граф Парижский и герцог Французский — орлеанистский претендент на трон Франции под именем Генриха VII (с 1999 года)[140].
- Камилевский, Людвик (72) — польский католический священник, ординарий житомирского деканата (Украина), почётный прелат Его Святейшества[141].
- Кендзерский, Павел (72) — польский кинорежиссёр[142].
- Киселкова, Мария (83) — чешская актриса театра и кино[143].
- Коблун, Лотар (75) — немецкий футболист[144].
- Кудлик, Роман Михайлович (77) — украинский поэт[145].
- Лакоба, Нелли Георгиевна (82) — советская и абхазская актриса, артистка Абхазского государственного драматического театра, заслуженная артистка Грузинской ССР и Абхазской АССР[146].
- Манфредини, Педро (83) — аргентинский футболист, нападающий, обладатель Кубка ярмарок в составе «Ромы» (1961)[147].
- Мвапе, Лупандо (68) — замбийский государственный деятель, вице-президент Замбии (2004—2006)[148].
- Окунский, Александр Васильевич (47) — украинский баскетболист[149].
- Пфаус-Шильффарт, Дина (45) — немецкая актриса, певица и сценарист[150].
- Сала, Эмилиано (28) — аргентинский футболист, нападающий; авиакатастрофа[151].
- Селиванов, Игорь Владимирович (78) — советский и российский театральный режиссёр, основатель Курского театра юного зрителя «Ровесник», заслуженный деятель искусств Российской Федерации (2003)[152].
- Силецкий, Александр Валентинович (71) — советский и российский прозаик, фантаст, журналист, редактор[153].
- Труакс, Брендон (40) — канадский бизнесмен, основатель бренда The Ordinary (о смерти объявлено в этот день)[154].
- Уоффорд, Харрис (92) — американский государственный деятель, сенатор-демократ от штата Пенсильвания (1991—1995)[155].
- Фиакк, Падраик (Патрик Джозеф О’Коннор) (94) — ирландский поэт[156].

### 20 января
- Вайна, Эндрю Джордж (74) — венгерский кинопродюсер[157].
- Десятерик, Владимир Ильич (81) — советский, комсомольский и партийный работник, доктор исторических наук, генеральный директор киностудии «Мосфильм» (1985—1987)[158].
- Евлогий (Хесслер) (83) — предстоятель неканонической юрисдикции Священный Миланский синод, митрополит Миланский и Аквилейский[159].
- Карданов, Хасан Якубович (95) — советский и российский кабардинский композитор, народный артист РСФСР (1990)[160].
- Наврось, Николай Евсеевич (78) — советский и российский художник[161].
- Найдакова, Валентина Цыреновна (91) — советская и российская актриса и театровед, заслуженный деятель искусств РСФСР (1988)[162].
- Нонака, Масадзо (113) — японский долгожитель[163].
- Перро, Франсуа (94) — французский актёр[164].
- Уваров, Николай Николаевич (77) — советский и латвийский художник[165].

### 19 января
- Бертончини, Марио (86) — итальянский композитор, пианист и педагог[166].
- Глейзер, Натан (95) — американский социолог[167].
- Гоц, Геннадий Сидорович (85) — российский писатель, критик и литературовед [источник не указан 2148 дней].
- Давлетшин, Рашид Рафикович (63) — российский режиссёр-кинодокументалист[168].
- Дружко, Владимир Иванович (89) — советский и украинский художник[169].
- Коваль, Емельян Васильевич (98) — деятель украинского национально-освободительного движения[170].
- Лян Цзинкуй (87) — китайский физикохимик, академик Китайской академии наук (1993)[171].
- Маккенна, Тед (68) — шотландский музыкант-барабанщик[172].
- Менасса, Май (80) — ливанская писательница и переводчица[173].
- Мендес, Тони (78) — американский разведчик, участник операции «Арго» по спасению американских дипломатов в Иране[174].
- Павлоу, Мюриел (97) — британская актриса[175][176].
- Салливан, Ред (89) — канадский хоккеист, выступавший в клубах НХЛ, капитан «Нью-Йорк Рейнджерс» (1957—1961)[177].
- Си, Генри (94) — филиппинский бизнесмен, самый богатый человек страны[178].
- Франк, Герд (62) — датский велогонщик, бронзовый призёр летних Олимпийских игр в Мельбурне (1976)[179].

### 18 января
- Бапишев, Бахыт Аскеевич (60) — казахстанский художник[180].
- Вуцов, Иван (79) — болгарский футболист, игрок национальной сборной Болгарии (1962—1966)[181].
- Карташов, Борис Пантилимонович (67) — российский писатель[182].
- Кафлин, Джон (33) — американский фигурист; самоубийство[183].
- Марковский, Евгений Николаевич (71) — советский кинорежиссёр и сценарист игровых фильмов [www.kino-teatr.ru/kino/director/sov/39684/bio/].
- Мебуке, Кира (65) — грузинская артистка пантомимы, актриса Государственного театра пантомимы Грузии[184].
- Мори, Роберт (82) — американский гребец академического стиля, чемпион летних Олимпийских игр в Мельбурне (1956)[185].
- Паке, Жиль (82) — канадский экономист, президент Королевского общества Канады (2003—2005)[186].
- Саидкасымов, Пулат (87) — советский и узбекский актёр, народный артист Узбекской ССР (1979)[187].
- Чернусь, Дмитрий Владимирович (60) — русский поэт и музыкант[188].
- Юка, Марселу (53) — бразильский музыкант и автор песен (O Rappa)[189].

### 17 января
- Авадалла, Бабикер (101) — суданский политический деятель, премьер-министр Судана (1969)[190].
- Дейвис, Уиндсор (88) — британский актёр[191].
- Думлер, Леопольд Фёдорович (99) — советский ученый-геолог и организатор производства, дважды лауреат Государственной премии СССР (1977, 1988)[192].
- Лабри, Фернан (81) — канадский эндокринолог и исследователь рака[193].
- Лившин, Семён Адамович (79) — советский, украинский и американский писатель-сатирик, игрок КВН и сценарист[194].
- Малхасян, Антраник Геворкович (97) — советский и российский краевед, педагог и общественный деятель, кандидат педагогических наук.
- Мельник, Виктор Максимович (59) — российский фотохудожник[195].
- Оливер, Мэри (83) — американская поэтесса, лауреат Пулитцеровской премии (1984)[196].
- Родригес Иглесиас, Хиль Карлос (83) — испанский судья, председатель Европейского суда (1994—2003)[197].
- Симмонс, Тара (34) — австралийская певица, автор песен, клавишница и виолончелистка[198].
- Сэвидж, Сэм (78) — американский прозаик и поэт[199].
- Уткин, Евгений Алексеевич (79) — советский и российский дипломат, Чрезвычайный и Полномочный Посол России в Камеруне и в Экваториальной Гвинее по совместительству (1996—2000)[200].
- Янг, Реджи (82) — американский гитарист[201].

### 16 января
- Адашевич, Боривое[серб.] (45) — сербский писатель[202].
- Богл, Джон (89) — американский предприниматель[203].
- Джрбашян, Рафаэль Христофорович (95) — армянский театральный режиссёр, народный артист Армении (2008)[204].
- Евдокимов, Сергей Анатольевич (69) — украинский скрипач, профессор Харьковского университета искусств[205].
- Каросас, Саулюс (60) — швейцарский и литовский бизнесмен[206].
- Кунц, Альфред (89) — канадский композитор[207].
- Лорна Дум (Терри Райан) (60) — американская гитаристка (панк-группа The Germs)[208]
- Льюин, Хью (79) — южноафриканский писатель[209].
- Пресслер, Мириам (78) — немецкая писательница[210].
- Соколов, Борис Александрович (98) — советский фронтовой кинооператор Великой Отечественной войны, заслуженный деятель искусств РСФСР (1980)[211].
- Ткаченко, Михаил Александрович (75) — украинский художник[212].
- Уилсон, Крис (62) — австралийский музыкант[213].
- Шакиров, Ильгам Гильмутдинович (83) — татарский певец и деятель культуры, художественный руководитель Татарской государственной филармонии (1992—2011), народный артист РСФСР (1983)[214].
- Юй Минь (93) — китайский физик-ядерщик, академик Китайской академии наук[215].

### 15 января
- Анагнос, Билл (60) — американский актёр[216][217].
- Бай Хуа (88) — китайский писатель[218].
- Бендори, Авраам (90) — израильский футболист, вратарь и начальник сборной Израиля[219].
- Гордон, Евгений Борисович (78) — советский и российский физик, доктор физико-математических наук (1981), профессор[220].
- Дабаев, Мэлс Юндунович (78) — советский и российский тренер по стрельбе из лука, заслуженный тренер СССР (1984)[221].
- Кучера, Рудольф (71) — чешский публицист и диссидент[222].
- Маккетта, Джон (103) — американский инженер-химик[223].
- Монхе, Марио (89) — боливийский политический деятель, первый секретарь ЦК Коммунистической партии Боливии (1954—1967)[224].
- Николай (Дросос) (89) — епископ Элладской православной церкви, митрополит Карпенисийский (1979—2016)[225].
- Радованович, Миодраг (89) — сербский актёр[226].
- Салиман-Владимиров, Павел Давыдович (90) — советский и российский театральный актёр, сын композитора Давида Салиман-Владимирова[227].
- Тиксу, Тельма (74) — аргентинская актриса театра и кино, певица и танцовщица[228].
- Чэннинг, Кэрол (97) — американская актриса, певица и танцовщица[229].

### 14 января
- Абрам, Идо (78) — нидерландский писатель[230].
- Адамович, Павел (53) — польский политический деятель, мэр г. Гданьска (с 1998 года); убит[231].
- Беляков, Виктор Константинович (95) — советский и российский издательский деятель, главный редактор издательства «Знание» (1971—2001)[232].
- Бенеш, Бернардо (84) — кубинский и американский юрист, банкир и общественный деятель, добившийся освобождения 3600 политзаключённых на Кубе (1978)[233].
- Бокучава, Тамар (55) — грузинский театральный критик[234].
- Бродовски, Дик (86) — американский бейсболист, питчер[235].
- Волков, Евгений Алексеевич (92) — советский и российский математик, доктор физико-математических наук (1967), профессор (1974)[236].
- Галеев, Ринат Харисович (72) — советский и российский трансплантолог, разработчик новых методов пересадки почек[237].
- Грба, Илай (84) — американский бейсболист[238].
- Каргакос, Сарандос (82) — греческий филолог, историк и публицист[239].
- Кривцов, Александр Станиславович (68) — советский и украинский государственный деятель[240].
- Кублицкий, Алексей Леонидович (46) — российский кинопродюсер[241].
- ди Оливейра Диаш, Франсишку (88) — португальский политик, спикер Ассамблеи Республики (1981—1982)[242].
- Остроухова, Антонина Владимировна (87) — советский передовик сельскохозяйственного производства, заведующая цехом птицеводческого совхоза «Охочевский» Щигровского района Курской области, Герой Социалистического Труда (1966)[243].
- Раджендран, Ленин (67) — индийский кинорежиссёр[244].
- Смит, Гэвин (50) — канадский профессиональный игрок в покер[245].
- Тумеву, Робби (65) — индонезийский актёр[246].
- Уитрон, Мати (82) — мексиканская актриса[247].
- Штейнерова, Мария (96) — чешская оперная певица (сопрано)[248].

### 13 января
- Ахуба, Джума Виссарионович (81) — абхазский писатель[249].
- Гитар, Бонни (95) — американская певица и гитаристка[250].
- Городецкий, Михаил Леонидович (52) — российский физик, доктор физико-математических наук, профессор МГУ[251].
- Кабигожина, Сара Окаповна (74) — советская и казахская артист цирка, иллюзионистка, педагог цирка. Народная артистка Казахской ССР (1986)[252].
- Кастл, Дуглас (79) — американский эколог, администратор Агентства по охране окружающей среды (1977—1981)[253].
- Катонавале, Лаисениа (52) — фиджийский регбист, выступавший на позиции фланкера.
- Масинга, Фил (49) — южноафриканский футболист, обладатель Кубка африканских наций (1996)[254].
- Мэрфи, Вилли (75) — американский пианист, певец и автор песен[255].
- Павел (Иоанну) (71) — епископ Константинопольской православной церкви, митрополит Сисаниуский и Сиатистский (c 2006))[256].
- Плесси Грей, Франсин дю (88) — американская писательница и литературный критик[257].
- Радомысленский, Евгений Вениаминович (83) — советский и российский актёр и режиссёр, заслуженный деятель искусств РСФСР (1981)[258].
- Рафиков, Басыр Шагинурович (97) — татарский поэт[259].
- Саркисов, Александр Александрович (82) — советский и российский конструктор авиадвигателей, доктор технических наук, заслуженный деятель науки Российской Федерации (1996)[260].
- Седлиски, Ян (92) — чешский актёр и певец (баритон)[261].
- Сковородко, Людмила Павловна (61) — советский и российский деятель культуры, директор Оренбургской областной универсальной научной библиотеки имени Н. К. Крупской (с 1986 года), заслуженный работник культуры Российской Федерации (2013)[262].
- Смирнов, Владимир Павлович (70) — советский и украинский актёр, заслуженный артист Украины (2002)[263].
- Урман, Марк (66) — американский продюсер[264].
- Хартсёйкер, Эрик (78) — нидерландский гребец академического стиля, бронзовый призер летних Олимпийских игр в Токио (1964)[265].

### 12 января
- Болл, Джордж (92) — американский энтомолог, специализировавшийся на систематике жесткокрылых[266].
- Булыгинская, Мария Александровна (90) — советский, российский зоолог, энтомолог, доктор биологических наук, профессор [источник не указан 2288 дней].
- Валовой, Дмитрий Васильевич (91) — советский и российский экономист, доктор экономических наук, профессор, заслуженный деятель науки Российской Федерации[267].
- Вальдерас Канестро, Сантьяго (85) — испанский военный деятель, начальник штаба обороны Испании (1996—2000), генерал армии[268].
- Верхозин, Анатолий Николаевич (79) — советский и российский физик, доктор физико-математических наук (2008), профессор Псковского государственного университета, заслуженный работник высшей школы Российской Федерации (2000)[269].
- Джон Слим, 2-й виконт Слим (91) — британский аристократ, второй виконт Слим с 1970 года[270].
- Житник, Бела (94) — венгерский гребец академического стиля, бронзовый призёр летних Олимпийских игр в Лондоне (1948)[271].
- Итихара, Эцуко (82) — японская актриса[272].
- Лаш, Бэттон (65) — американский автор комиксов[273].
- Ос, Хавьер де (78) — испанский филолог[274].
- Пак Похи (88) — корейский дипломат и предприниматель[275].
- Псарёв, Вадим Александрович (86) — советский и казахстанский тренер по греко-римской борьбе, заслуженный тренер СССР (1969)[276] Архивная копия от 12 января 2019 на Wayback Machine.
- Розенталь, Хайме (82) — гондурасский государственный деятель, вице-президент (1986—1989)[277].
- Сергеев, Владимир Николаевич (59) — советский и российский геолог, доктор геолого-минералогических наук (2003)[278].
- Силин, Виктор Павлович (92) — советский и российский физик-теоретик, член-корреспондент РАН (1991)[279].
- Тау Пхая (94) — глава бирманского королевского дома (с 1956)[280]
- Умэхара, Такэси (93) — японский философ[281].
- Шафер, Сангер (84) — американский музыкант и автор песен[282].

### 11 января
- Атья, Майкл Фрэнсис (89) — английский математик, президент Лондонского королевского общества (1990—1995), лауреат Филдсовской премии (1966), лауреат Абелевской премии (2004), иностранный член РАН (1994)[283].
- Бради, Иржи[англ.] (90) — канадский предприниматель и общественный деятель чешского происхождения, узник Терезиенштадта и Освенцима, брат Ханы Бради[284].
- Дювачелль, Умберто (90) — чилийский театральный актёр и режиссёр[285].
- Лухан, Фернандо (79) — мексиканский актёр[286].
- Михайлик, Дмитрий Иванович (98) — советский военачальник, заместитель начальника Гражданской обороны СССР (1972—1986), генерал-лейтенант[287].
- Мороз, Василий Андреевич (81) — советский и российский учёный-овцевод, академик РАСХН (1997—2013), академик РАН (2013), Герой Социалистического Труда (1983)[288].
- Сиуфас, Димитрис (75) — греческий государственный и политический деятель, министр здравоохранения, благосостояния и социальных услуг (1992—1993), министр по развитию (2004—2007), спикер парламента Греции (2007—2009)[289].
- Скорчев, Величко (80) — болгарский журналист-международник и телеведущий[290].
- Цеханович, Борис Борисович (49) — российский автогонщик, шестикратный чемпион России по автокроссу[291].

### 10 января
- Абрамов, Александр Александрович (92) — советский и российский математик, доктор физико-математических наук, профессор, заслуженный деятель науки Российской Федерации[292].
- Адам, Тео (92) — немецкий оперный певец и режиссёр[293].
- Ахманов, Михаил Сергеевич (73) — советский физик, российский писатель[294].
- Гор, Мартин (67) — британский онколог[295].
- Кожолянко, Георгий Константинович (74) — советский и украинский учёный, доктор исторических наук, профессор Черновицкого национального университета имени Юрия Федьковича[296].
- Куровский, Георгий Константинович (63) — украинский скульптор, главный художник Киева (1993—1997)[297].
- Масо Гонсалес, Альфредо дель (75) — мексиканский государственный деятель, министр энергетики, шахт и государственной промышленности (1986—1988), губернатор штата Мехико (1981—1986)[298].
- Муй, Рене (94) — французский конструктор и дизайнер вертолётов[299].
- Рейес, Хуан Франсиско (80) — гватемальский государственный деятель, вице-президент Гватемалы (2000—2004)[300].
- Садчиков, Дмитрий Владимирович (68) — советский и российский анестезиолог и реаниматолог, доктор медицинских наук, профессор Саратовского государственного медицинского университета, заслуженный врач Российской Федерации, заслуженный деятель науки Российской Федерации[301].
- Сотников, Александр Павлович (72) — советский и российский дирижёр, заслуженный артист Российской Федерации[302].
- Суханцева, Виктория Константиновна (69) — советский и украинский философ-эстетик, культоролог, поэт и писатель[303].
- Фрэт, Кевин (24) — латино-американский рэпер; убит[304].

### 9 января
- Адамсон, Йен (74) — североирландский политик, мэр Белфаста[305].
- Ахохов, Анатолий Хажмусович (89) — советский и российский организатор производства и общественный деятель, заслуженный машиностроитель РСФСР, Герой Социалистического Труда (1986)[306].
- Бекман, Чель (84) — шведский конькобежец, бронзовый призёр зимних Олимпийских игр в Скво-Вэлли (1960)[307].
- Блум, Верна (80) — американская актриса[308].
- Брызгунов, Анатолий Михайлович (58) — советский и российский художник[309].
- Власов, Юрий Васильевич (57) — российский государственный деятель, глава администрации (губернатор) Владимирской области (1991—1996)[310].
- Вундерман, Лестер (98) — американский предприниматель, создатель прямого маркетинга[311].
- Даль Боско, Франческо (63) — итальянский кинорежиссёр, киносценарист и кинопродюсер[312].
- Джарман, Джозеф (81) — американский композитор и музыкант[313].
- Дейч, Меер Мордухович (98) — советский комсомолец-подпольщик, ветеран 201-й стрелковой дивизии (позже 43-й), советский хозяйственный деятель, основатель группы компаний RD (Латвия)[314].
- Игнатьева, Анна Дмитриевна (66) — советский и российский театральный художник. Лауреат Государственной премии РФ, лауреат российской национальной театральной премии «Золотая маска»[315].
- Ильенко, Сакмара Георгиевна (95) — советский и российский лингвист, член-корреспондент АПН СССР — РАО (1968)[316].
- Исаев, Леонид Алексеевич (81) — советский и украинский общественный деятель, генеральный директор Харьковского метрополитена (1984—2002), депутат Верховной рады Украины (2002—2012), заслуженный работник транспорта Украины[317].
- Кажаров, Хамид Хатутович (80) — кабардинский поэт и филолог[318].
- Казаров, Олег Владимирович (81) — советский и российский государственный и политический деятель, председатель Ульяновского облисполкома (1990—1991)[319].
- Катаев, Павел Валентинович (80) — советский и российский писатель, сын Валентина Катаева[320].
- Кичигин, Сергей Александрович (67) — украинский бизнесмен, журналист[321].
- Косло, Пол (74) — канадский актёр[322].
- Лукьянов, Анатолий Иванович (88) — советский партийный и государственный деятель, председатель Верховного Совета СССР (1990—1991)[323].
- Малаков, Дмитрий Васильевич (81) — советский и украинский историк, заместитель директора Музея истории Киева (1997—2007)[324].
- Мильцакакис, Стефанос (59) — греческий актёр[325].
- Оде, Сесилия (72) — нидерландская русистка и палеолингвист[326].
- Палий, Яков (95) — нацистский преступник[327].
- Паолони, Паоло (89) — итальянский актёр[328].
- Панчевский, Милан (83) — югославский партийный и государственный деятель, председатель Президиума ЦК Союза коммунистов Югославии (1989—1990)[329].
- Сешан, Тьери (69) — французский писатель, поэт и журналист[330].
- Убайдуллаев, Рустам (66) — узбекский дойрист, заслуженный артист Узбекистана[331].
- Ярчек-Замфиреску, Ильдико (74) — румынская театральная актриса[332].

### 8 января
- Бариллет, Пьер (95) — французский драматург и сценарист[333].
- Болвари, Антал (86) — венгерский ватерполист, двукратный чемпион летних Олимпийских игр: в Хельсинки (1952) и в Мельбурне (1956)[334].
- Браун, Лесси (114) — американская долгожительница, старейшая верифицированная жительница США[335].
- Морева, Татьяна Григорьевна (76) — советский и российский театральный режиссёр, главный режиссёр Чувашского государственного театра кукол[336].
- Симпсон, Бабс (105) — американская журналистка, главный редактор журнала Vogue (1947—1972)[337].
- Твейт, Сигвальд (73) — норвежский композитор[338].
- Хабибрахманов, Рашид Гаффарович (65) — советский и российский спортсмен и тренер по греко-римской борьбе, заслуженный тренер России[339].
- Харанди, Хосров (68) — иранский шахматист, международный мастер (1975)[340].
- Ходаков, Сергей Владимирович (52) — российский спортсмен-паралимпиец, двукратный чемпион Паралимпийских игр по лёгкой атлетике среди слепых[341].
- Цур, Георг (88) — немецкий римско-католический прелат, президент Папской Церковной академии (1998—2000). Апостольский нунций в Российской Федерации (2000—2002) и в Австрии (2002—2005)[342].

### 7 января
- Аренс, Моше (93) — израильский государственный деятель, министр обороны (1983—1984, 1990—1992, 1999) и министр иностранных дел (1988—1990) Израиля[343].
- Джоуберт, Джон (91) — британский композитор[344].
- Дурдыева, Джерен — туркменская актриса, народная артистка Туркменистана[345].
- Казаков, Юрий Сергеевич (66) — советский и российский художник[346].
- Левин, Леонид Ирмович (81) — российский якутский журналист и медиаменеджер, генеральный директор издательского дома «Норд-Пресс» (с 2006)[347].
- Лисовой, Николай Николаевич (72) — российский философ и историк церкви, доктор исторических наук (2007)[348].
- Локвард, Аланна (57) — доминиканский режиссёр-документалист, писательница, искусствовед и публицист[349].
- Манар, Хуари (37) — алжирский певец музыки в стиле раи[350].
- Мендельсон, Джон (82) — американский онколог[351].
- Морозов, Вячеслав Иванович (81) — советский и российский художник[352].
- Ожье, Жанна (95) — французская предпринимательница, владелец отеля «Негреско» (с 1958 года)[353].
- Потехин, Александр Павлович (67) — советский и российский физик, член-корреспондент РАН (2006)[354].
- Рейес, Карменсита (87) — филиппинский государственный деятель, губернатор провинции Мариндуке (1998—2007, с 2010 года)[355].
- Сааб, Жослин (70) — ливанский кинорежиссёр[356].
- Сихарулидзе, Гури (88) — грузинский певец и киноактёр[357].
- Чулуян, Бернар (65) — французский дзюдоист, чемпион мира (1981), бронзовый призёр летних Олимпийских играх в Москве (1980)[358].
- Шармо, Ги[фр.] (104) — французский военный врач, кавалер ордена Освобождения (1944)[359].

### 6 января
- Андрес, Джо (64) — американский хореограф, кинорежиссёр, художник[360].
- Браакензик, Аннализ (46) — австралийская модель и актриса; самоубийство (тело найдено в этот день) .
- Буганов, Анатолий Алексеевич (82) — советский и российский учёный в области экологии человека, член-корреспондент РАМН (1999—2014), член-корреспондент РАН (2014)[361].
- Дран, Одетт (91) — французская фехтовальщица-рапиристка, двукратная чемпионка мира: в Монте-Карло (1950) и в в Стокгольме (1951)[362].
- Исаянц, Валерий Иванович (74) — русский поэт[363].
- Кан, Роберт Луис (100) — американский психолог и социолог, считающийся «отцом-основателем» современных подходов к теории организаций[364].
- Кириченко, Нина Александровна (88) — советская украинская школьная учительница, Герой Социалистического Труда (1978)[365].
- Киркин, Борис Михайлович (69) — советский и российский театральный деятель, директор Камчатского театра драмы и комедии (1985—1995)[366].
- Кушнерёв, Юрий Сергеевич (81) — советский и российский актёр, кинорежиссёр, продюсер, директор кинофильмов[367].
- Ласкин, Иван (48) — болгарский киноактёр[368].
- Мольтке, Гебхардт фон (80) — германский дипломат, посол Германии в Великобритании (1997—1999)[369].
- Пиггот, Дерек (96) — британский планерист, первый человек, совершивший взлёт и полёт на мускулолёте (1961)[370].
- Рудлофф, Грегг (63) — американский звукорежиссёр, лауреат кинопремии «Оскар»; самоубийство[371].
- Сахаутдинов, Венер Газизович (80) — советский и российский хирург, учёный и писатель, ректор Башкирского государственного медицинского института (1982—1989), заслуженный деятель науки РСФСР[372].
- Стритен, Пол (101) — британский экономист, специалист в области экономики развития[373].
- Татти, Рой (88) — австралийский конькобежец.
- Фернандес Альварес, Хосе Рамон (95) — кубинский революционер и государственный деятель, заместитель председателя Совета Министров Кубы (1978—2012), министр образования (1972—1990), президент кубинского Олимпийского комитета (с 1997 года), Герой Республики Куба[374].
- Франкль, Густав (98) — чешский кинокритик и литературный переводчик[375].
- Чешко, Сергей Викторович (64) — российский историк и этнолог, доктор исторических наук (1996)[376].
- Шеппард, Уильям Морган (86) — британский киноактёр[377].

### 5 января
- Барда-Скляренко, Валерий Всеволодович (71) — советский и украинский актёр оперетты, заслуженный артист Украинской ССР[378].
- Борисов, Пётр Михайлович (86) — советский судостроитель, бригадир-судосборщик Черноморского судостроительного завода, Герой Социалистического Труда (1970)[379].
- Брумару, Эмиль (80) — румынский писатель и поэт[380].
- Даниленко, Игнат Семёнович (86) — советский военный политический работник и учёный, доктор философских наук, генерал-майор в отставке, заслуженный деятель науки Российской Федерации[381].
- Егоров, Евгений Андреевич (78) — советский и российский театральный режиссёр, главный режиссёр Камчатского театра юного зрителя (1968—1985)[382].
- Клемола, Арнольд Ричард (87) — американский астроном[383].
- Лему, Аиша (78/79) — британская писательница и религиозный педагог[384].
- Рафф, Рудольф (77) — американский биолог[385].
- Филдер, Элвин (83) — британский джазовый барабанщик[386].
- Хейдок, Эрик (75) — британский музыкант, бас-гитарист группы Hollies[387].
- Шекуларац, Драгослав (81) — югославский футболист и тренер; серебряный призёр летних Олимпийских игр в Мельбурне (1956) и чемпионата Европы в Париже (1960)[388].

### 4 января
- Аверин, Борис Валентинович (76) — советский и российский литературовед, доктор филологических наук, профессор кафедры истории русской литературы филологического факультета СПбГУ[389].
- Афанасий (Акунда) (47) — епископ Александрийской православной церкви, епископ Кисумский и Западной Кении[390].
- Балабан, Милан (89) — чешский евангелистский богослов[391].
- Бернингем, Джон (82) — британский писатель и иллюстратор детских книг[392].
- Бирнбаум, Норман (92) — американский социолог[393].
- Бортник, Иван Сергеевич (79) — советский и российский актёр театра и кино, народный артист Российской Федерации (2000)[394].
- Браун, Гарольд (91) — американский государственный деятель и учёный, министр обороны США (1977—1981)[395].
- Демсец, Гарольд (88) — американский экономист[396].
- Карри, Чарльз (88) — американский деятель религиозного образования, президент Ассоциации иезуитских колледжей и университетов (1997—2011), президент Университета Ксавье (1982—1985)[397].
- Моргенс, Торро (68) — индонезийский актёр и режиссёр[398].
- Оливенсия, Франсиско (84) — испанский юрист и политик, депутат нижней палаты парламента (1979—1982) и член сената Испании (1993—2000)[399].
- Плисс, Виктор Александрович (86) — советский и российский математик, член-корреспондент РАН (1991; член-корреспондент АН СССР с 1990)[400].
- Разумовский, Виктор Николаевич (86) — советский футболист («Локомотив», Москва) и тренер, заслуженный тренер РСФСР[401].
- Ревийар, Жан (51) — швейцарский фотожурналист, двукратный лауреат World Press Photo (2008, 2009)[402].
- Торнетт, Джон (83) — австралийский регбист, член Зала славы Международного совета регби (2013)[403].
- Хабибуллин, Мусагит Мударисович (91) — советский, российский и татарский писатель, народный писатель Татарстана[404].

### 3 января
- Абдуллахи, Хамза (73) — нигерийский государственный деятель, военный губернатор штата Кано (1984—1985), министр общественных работ и жилищного строительства (1985—1988), министр федеральной столичной территории (1986—1989)[405].
- Адамец, Людвиг (94) — американский историк[406].
- Гао Чэнъюн (54) — китайский серийный убийца и насильник; казнён[407].
- Гарсия, Радамель (61) — колумбийский футболист, игрок национальной сборной, участник летних Олимпийских игр 1980, отец Радамеля Фалькао Гарсии[408].
- Ён Минчхён, Михаил (72) — китайский католический прелат, епископ Гонконга (с 2017 года)[409].
- Ислам, Сайед (67) — бангладешский государственный деятель, министр государственного управления (с 2009 года)[410].
- Кейсли-Хейфорд, Джо (62) — британский модельер одежды[411].
- Катулев, Александр Николаевич (88) — советский и российский математик, доктор технических наук, профессор, заслуженный деятель науки Российской Федерации[источник не указан 2112 дней].
- Келехер, Херб (87) — американский бизнесмен, сооснователь и бывший генеральный директор компании Southwest Airlines[412].
- Кусов, Генрий Измаилович (83) — советский, российский осетинский историк и краевед, преподаватель, журналист и писатель[413].
- Мартынычев, Фёдор Иванович (90) — советский передовик промышленного производства, бригадир Кировского завода, Герой Социалистического Труда (1983)[414].
- Де Ривуар, Кристина (97) — французская журналистка и писательница, лауреат премии Интералье (1968)[415].
- Палит, Дибиенду (79) — индийский писатель[416].
- Пономарёв, Леонид Иванович (81) — советский и российский физик-ядерщик, академик РАН (2016)[417].
- Рипли, Стив (69) — американский композитор, гитарист и певец[418].
- Розенталс, Арис (80) — советский и латвийский актёр театра «Дайлес» и кино[419].
- Сент-Жюльен, Таис (73) — американская оперная певица[420].
- Сечкин, Николай Иванович (93) — участник Великой Отечественной войны, Герой Советского Союза (1943)[421].
- Фолси, Джон (67) — американский сценарист и продюсер, трёхкратный лауреат премии «Эмми», лауреат премии Гильдии продюсеров США[422].

### 2 января
- Алексеев, Иван Фёдорович (90) — советский и российский организатор производства, генеральный директор Керченского судостроительного завода «Залив» (1958—1978), заместитель министра судостроительной промышленности СССР[423].
- Ван Дётеком, Паулин (37) — нидерландская конькобежка, двукратная чемпионка мира (2008)[424].
- Гуляева, Галина Владимировна — российский архитектор[425].
- Драгон, Дарил (76) — американский музыкант и автор песен[426].
- Дубравный, Евгений Фёдорович (76) — советский и российский писатель и журналист[427].
- Николич, Марко (72) — сербский актёр[428].
- Нурманбетова, Эсенбу (61) — киргизская оперная певица (сопрано), народная артистка Республики Кыргызстан (1995)[429].
- Окерланд, Джин (76) — американский интервьюер и ринг-анонсер рестлинга[430].
- Перкинс, Дариус (54) — австралийский актёр[431].
- Праудиня, Райна Борисовна (83) — советская и российская актриса, народная артистка Латвийской ССР (1973), заслуженная артистка России (2017)[432].
- Рипли, Стив (69) — американский композитор, певец и гитарист[418].
- Сафонов, Леонид Алексеевич (71) — советский и российский дипломат, Чрезвычайный и Полномочный Посол России в Зимбабве и Малави (по совместительству) (1996—2001) и в Танзании (2004—2010)[433].
- Теувес, Марселин (Дом Марселин) (82) — французский монах, настоятель монастыря Гранд-Шартрёз и глава ордена картезианцев (1997—2012), 72-й преемник святого Бруно[434].
- Туронок, Юрий (89) — польско-белорусский историк[435].
- Эйнштейн, Боб (76) — американский актёр[436].

### 1 января
- Аль-Бадави, Джамаль Мухаммад (58) — йеменский террорист; убит[437].
- Арцутанов, Юрий Николаевич (89) — советский инженер, автор идеи космического лифта[438].
- Байя, Раймонд (75) — государственный деятель Демократической Республики Конго, министр иностранных дел (2004—2007)[439].
- Бакке, Дагфин (85) — норвежский художник[440].
- Вейнберг, Ларри (92) — американский предприниматель, один из основателей и владелец клуба «Портленд Трэйл Блэйзерс»[441].
- Гинхоан Хисперт, Хуан (87) — испанский композитор и пианист[442].
- Глидден, Фредди (91) — шотландский футболист («Харт оф Мидлотиан»)[443]
- Грегуревич, Иво (66) — хорватский актёр[444].
- Димитров, Иван (83) — болгарский футболист, участник чемпионатов мира (1962, 1970)[445].
- Кельми, Крис (63) — советский и российский певец, композитор и клавишник[446].
- Корни, Эд (85) — американский профессиональный культурист[447].
- Крёплин, Бернд (74) — германский инженер, лауреат премии Кёрбера (1999)[448].
- Кузнецова, Фаина Константиновна (91) — советская спортсменка тренер по гребле на байдарках и каноэ, заслуженный тренер РСФСР [www.canoesport.ru/news/2198-faina.html].
- Мицкевич, Николай Всеволодович (87) — советский и российский физик-теоретик[449].
- Невилл, Пол (78) — австралийский государственный деятель, депутат Палаты представителей (1993—2013)[450].
- Рифкинд, Ришар (88) — американский исследователь рака и научный организатор[451].
- Степлтон, Джон (55) — американский актёр[452].
- Сурури, Гульриз (89) — турецкая актриса и писательница[453].
- Тимофеев, Пётр Алексеевич (82) — советский и российский лесовед[454].
- Урибе, Мария Тереса (78) — колумбийский социолог, специалист в области исследования конфликтов и насилия[455].
- Флинн, Кэти (82) — британская писательница, автор исторических и любовных романов[456].
- Эдгар, Элизабет (89) — новозеландский ботаник[457].
- Янг, Пеги (66) — американская певица, музыкант и автор песен[458].
- Янг, Перри Дин (77) — американский журналист, писатель и драматург[459].